# Helen Violette de Talleyrand-Périgord
Helen Violette de Talleyrand-Périgord (ur. 18 lutego 1915 r. w Paryżu, zm. 6 marca 2003 r. w Fontenay-les-Briis) – księżna żagańska.

## Życiorys
Helen przyszła na świat 18 lutego 1915 r, w 16 dzielnicy Paryża. Była córką  Hélie de Talleyrand-Périgord, księcia żagańskiego, księcia de Talleyrand-Périgord oraz księcia Dino (1859- 1937) i Anny de Castellane (1875-1961), córki Jaya Goulda (1836-1892), amerykańskiego dewelopera kolei. Jej bratem był książę żagański Howard Maurice (1909-1929). Jej przodkami byli książęta żagańscy, m.i.n:  Boson I de Talleyrand-Périgord czy Dorota de Talleyrand-Périgord. 
W 1935 r. władze III Rzeszy skonfiskowały Księstwo żagańskie, pomimo to tytuł księcia dalej przysługiwał jej wujowi; Bosonowi II. Przez lata państwo Polskie wypłacało rekompensatę rodzinie Talleyrandów za upaństwowienie obszaru dawnego Księstwa Żagańskiego. Mimo że koncesja pruska z 1846 r. nie przewidywała sukcesji do tytułu w linii żeńskiej, Violette de Talleyrand-Périgord, po śmierci w 1968 ostatniego męskiego księcia Żagania otrzymała tytuł książęcy. Piastowała tytuł księżnej żagańskiej aż do śmierci w 2003 r. wtedy ród de Talleyrand-Périgord wygasł, tytuł księcia Żagania przypadł wtedy na jej potomków z rodu de Pourtalès.

## Życie prywatne
29 maja 1937 r. poślubiła Jamesa de Pourtalès w Château Plessis-Mornay. Rozwiedli się 20 stycznia 1969 r. Doczekali się trójki dzieci;
- Helie Alfred Gerard (ur. 1938)
- Anna Christine (ur. 1944)
- Charles Maurice James Albert (ur. 1951, zm. 2011)

20 marca 1969 r. poślubiła Gastona Palewskiego (1901-1984), ministra badań naukowych i zagadnień atomowych oraz kosmicznych w latach 1962–1966. Pobrali się w Paryżu.